# José Benjumeda y Gens
José Benjumeda y Gens (Cádiz, junio de 1787-Cádiz, 27 de abril de 1870) médico y catedrático español.

## Biografía
Ingresó de colegial interno en el Real Colegio de Cirugía de Cádiz a los 17 años de edad. Obtuvo el premio de fin de carrera, expediéndosele Real Despacho de primer profesor de la Armada. Embarcó en el San Pedro de Alcántara pasando a La Habana y a Veracruz, en donde atendió a los epidemiados de fiebre amarilla. 
En noviembre de 1811 se le nombró disector anatómico del Real Colegio de Medicina y Cirugía de Cádiz. En 1824 se le nombra catedrático propietario de Anatomía teórica y práctica y maestro consultor de la Armada Nacional. 
Fue uno de los fundadores de la Sociedad Médico-Quirúrgica de Cádiz. En 1843 se suprimen los Reales Colegios y se transforman en Facultades de Ciencias Médicas, aunque el de Cádiz parecía abocado a la desaparición, sus fuerzas vivas —comercio y municipio a la cabeza— consiguieron su reapertura en 1844 y al año siguiente se transformó en Facultad de Medicina de la Universidad Literaria de Sevilla en Cádiz. En 1845 accedió Benjumeda a decano interino y en 1847 es el primer decano de la Facultad de Medicina de la Universidad de Sevilla en Cádiz. Aparece con el n.º 32 en el escalafón de 290 primeros catedráticos de 1849. 
En un discurso conmemorativo a su antiguo profesor hizo una encendida descripción de la batalla de Trafalgar desde el punto de vista médico.
Un alumno suyo llamado Federico Rubio y Galí escribió en su libro Mis maestros y mi educación sobre José Benjumeda: «[...] sesenta años de edad, pequeñuelo el cuerpo, un tanto rechonchete, nariz breve y labios gordos. El tener los pies deformados por juanetes y callos le obligaba a andar dolorido con torpeza y las piernas abiertas influyendo tales circunstancias en su carácter, que resultaba malhumorado y refunfuñón. Mas, como D. José era por dentro tan benigno, indulgente y bueno, la apariencia contraria lo hacía más simpático, respetado y querido [...] Siembre decía a todo que no pero después, accedía». 
Casado en dos ocasiones, tuvo ocho hijos del primer matrimonio. Tres de ellos Manuel, Federico y José Antonio destacaron como catedráticos de medicina. Tenía su domicilio en el barrio de Hércules, en la plaza de Viudas n.º 27. Fallecido en Cádiz el 27 de abril de 1870.

## Honores
Flor de Lis por el rey de Francia debido a los servicios prestados a los franceses como cirujano en 1819. Médico de Cámara Honorario de Su Magestad; Vicepresidente de la Academia Nacional de Medicina y Cirugía; Vocal de la Junta de Instrucción pública; Vocal de la Junta Provincial de Sanidad por Real nombramiento; Caballero Comendador de la Orden de Carlos III; Caballero Comendador de la R.O. Americana de Isabel la Católica, miembro de la Sociedad Económica de Amigos del País. 
Médico de Cámara Honorario del Ilustre y Real Cuerpo de Maestranza de Caballería de Ronda . 
En el patio de la Facultad de Medicina de Cádiz hay un busto suyo de bronce y en el Decanato un retrato al óleo. El Ayuntamiento, en Cabildo de 20 de mayo de 1870 acordó poner el nombre de Benjumeda a la antigua calle de La Zanja, afluente a la Facultad de Medicina, que todavía perdura.